# Aerarium militare
L'Aerarium militare (il cui significato deriva dal latino aes "bronzo") cioè "riserva di monete", in questo caso appartenente alla sfera militare, è un termine che indica genericamente l'amministrazione patrimoniale dell'esercito romano (dallo stipendium al premio di congedo per i veterani). L'amministrazione di questo fondo era affidata a tre praefecti Aerarium militare.

## Storia
Ad Augusto si deva la costituzione nel 6 d.C. dell'aerarium militare, le cui entrate provenivano dalle imposte sulle successioni e sulle vendite e serviva per pagare gli stipendi ed il premio di congedo ai veterani delle legioni.
Dopo Azio, Augusto, ritenendo ormai superato il sistema di Caio Mario, decise di compiere una radicale riforma militare grazie anche alle indicazioni che Gaio Giulio Cesare era riuscito a dare prima di morire nel 44 a.C., introducendo uno spirito altamente professionale in un esercito composto ora da volontari professionisti, disposti a servire in modo permanente prima per sedici e poi per vent'anni, dipendenti dal loro Imperatore.
Era, pertanto, necessario trovare quelle risorse finanziarie che ne permettessero il suo auto-finanziamento. Per questi motivi, nel 6, fu creato un tesoro particolare: l'aerarium militare. 
Come si è visto poco sopra, l'imperatore vi versò negli anni del suo principato ben 170 milioni di sesterzi, stabilendo verso la fine del suo regno che dovessero confluirvi i proventi di due nuove tasse: quella sulle eredità (vicesima hereditatium, nella misura del 5%: 1/20) e quella sulle vendite (centesima rerum venalium, nella misura dell'1%: 1/100). Questo nuovo "tesoro" fu affidato a tre magistrati. Si trattava di tre ex-pretori, che avevano un mandato della durata di tre anni.

## Costo dell'esercito romano nei primi due secoli di Impero
L'impatto dei costi di un esercito tanto vasto (da Augusto ai Severi) sull'economia dell'Impero romano può misurarsi, seppure in modo approssimativo, come segue:
| COSTO DELL'ESERCITO COME % SUL PIL DELL'IMPERO ROMANO | COSTO DELL'ESERCITO COME % SUL PIL DELL'IMPERO ROMANO | COSTO DELL'ESERCITO COME % SUL PIL DELL'IMPERO ROMANO | COSTO DELL'ESERCITO COME % SUL PIL DELL'IMPERO ROMANO | COSTO DELL'ESERCITO COME % SUL PIL DELL'IMPERO ROMANO | COSTO DELL'ESERCITO COME % SUL PIL DELL'IMPERO ROMANO |
| Data | Popolazione dell'Impero                               | PIL dell'Impero (milioni di denarii)(a)               | Effettivi esercito                                    | Costo dell'esercito (milioni di denarii)(a)           | Costo dell'esercito (% del PIL)                       |
| --- | ----------------------------------------------------- | ----------------------------------------------------- | ----------------------------------------------------- | ----------------------------------------------------- | ----------------------------------------------------- |
| 14 d.C. | 46 milioni                                            | 5.000                                                 | 260.000                                               | 123                                                   | 2.5%                                                  |
| 150 d.C. | 61 milioni                                            | 6.800(b)                                              | 383.000                                               | 194(c)                                                | 2.9%                                                  |
| 215 d.C. | 50 milioni(d)                                         | 5.435(b)                                              | 442.000                                               | 223(c)                                                | '4.1%                                                 |
| Notes: (a) Valore costante al 14 d.C. espresso in denarii, slegato da aumenti della paga militare per compensare la svalutazione monetaria (b) nell'ipotesi di una crescita trascurabile del PIL pro capite (normale per un'economia agricola) (c) Duncan-Jones costi degli anni 14-84, inflazionati dall'aumento dell'esercito, ipotizzando anche bonus pagati agli ausiliari dopo l'84 (d) ipotesi di un declino del 22.5% nella popolazione, dovuto alla peste antonina degli anni 165-180 (media tra il 15-30%) |                                                       |                                                       |                                                       |                                                       |                                                       |

Il costo dell'intero esercito crebbe moderatamente come % del PIL tra il 14 ed il 150 d.C., malgrado un incremento degli effettivi di circa il 50%, passando da 255.000 armati circa del 23 a 383.000 sotto Adriano, fino ad arrivare alla morte di Settimio Severo nel 211 a 442.000 circa.
Questo perché la popolazione dell'impero, e quindi il PIL totale, aumentò sensibilmente (+35% circa). Successivamente, la percentuale di spesa dell'esercito verso il PIL aumentò di quasi la metà, sebbene l'aumento degli effettivi dell'esercito fu solo del 15% circa (dal 150 al 215). Ciò fu dovuto principalmente alla peste antonina, che gli storici epidemiologici hanno stimato aver ridotto la popolazione dell'impero tra il 15% ed il 30%. Tuttavia, anche nel 215, i Romani spendevano una percentuale sul PIL simile a quella che oggi spende la difesa dell'unica superpotenza globale degli Stati Uniti d'America (pari al 3,5% del PIL nel 2003). Ma l'effettivo onere dei contribuenti, in un'economica pressoché agricola con una produzione in eccedenza veramente limitata (l'80% della popolazione imperiale dipendeva da un'agricoltura di sussistenza ed un ulteriore 10% dal reddito di sussistenza), era certamente molto più gravoso. Infatti, uno studio sulle imposte imperiali in Egitto, la provincia di gran lunga meglio documentata, ha stabilito che il gravame era relativamente pesante.